# Una porta chiusa/La nostra vita
Una porta chiusa/La nostra vita è il primo singolo del gruppo musicale italiano I Royals, pubblicato nel 1966.

## Tracce
LATO A
1. Una porta chiusa – 2:23 (testo: Gianni Argenio – musica: Pontiack)

LATO B
1. La nostra vita – 2:05 (testo: Di Vita – musica: Manuseto Deponti)